# 登吉紅柳桉
登吉紅柳桉（學名：Shorea polysperma）是菲律賓的特有種龍腦香科植物之一。

## 型態
登吉紅柳桉可以生長到50公尺高，直徑2公尺，屬於常綠大型喬木，是菲律賓森林裡的冠層樹種之一。基部有明顯的板根。樹的表面粗造且會不定期脫皮，顯現出淺紅的樹身。葉子是卵橢圓形，葉尖長。葉片長7到15公分，寬2到7公分。通常葉子兩邊各有9到12個側脈。花是米白色的而且有五個花瓣。果實是翅果，有三片大片約6到11公分的果翅還有兩個小型約2到5公分的果翅。落果時，種子能隨風漂流到較遠的地區生長，避免與母樹競爭。

## 分布
分布在菲律賓的呂宋，波利略島，內格羅斯島，薩馬島，比利蘭省，雷伊泰島，保和省，民答那峨島和巴西蘭省的熱帶雨林裡。在菲律賓，最高可以生長在海拔1,100公尺的山林裡。
台灣目前在高雄的美濃雙溪熱帶樹木園裡有種植，目前有20幾株。園區內還有種植同科的鱗毛白柳桉，細枝龍腦香，大花龍腦香和香桉納士樹，但這四種在園區裡各只剩下一棵。